# 1930 en basket-ball
Chronologie du basket-ball
1929 en basket-ball - 1930 en basket-ball - 1931 en basket-ball
Les faits marquants de l'année 1930 en basket-ball :

## Récapitulatifs des principaux vainqueurs de compétitions 1929-1930

### Masculins
| Europe - Belgique : Brussels A.C. - France : FA Mulhouse. - Grèce : Aris Salonique. - Italie : Ginnastica Triestina. - Pologne : AZS Poznań. - URSS : non disputé. | Amériques - American Basketball League : Cleveland Rosenblums | Afrique, Asie, Océanie |

### Féminines
| Europe - France : Linnet's Saint-Maur. - Italie : Ginnastica Triestina. | Amériques | Afrique, Asie, Océanie |

## Naissance
- Robert Monclar
- Jean Perniceni

## Liens